# Görschlitz
Görschlitz ist ein Ortsteil der Gemeinde Laußig im Landkreis Nordsachsen in Sachsen.

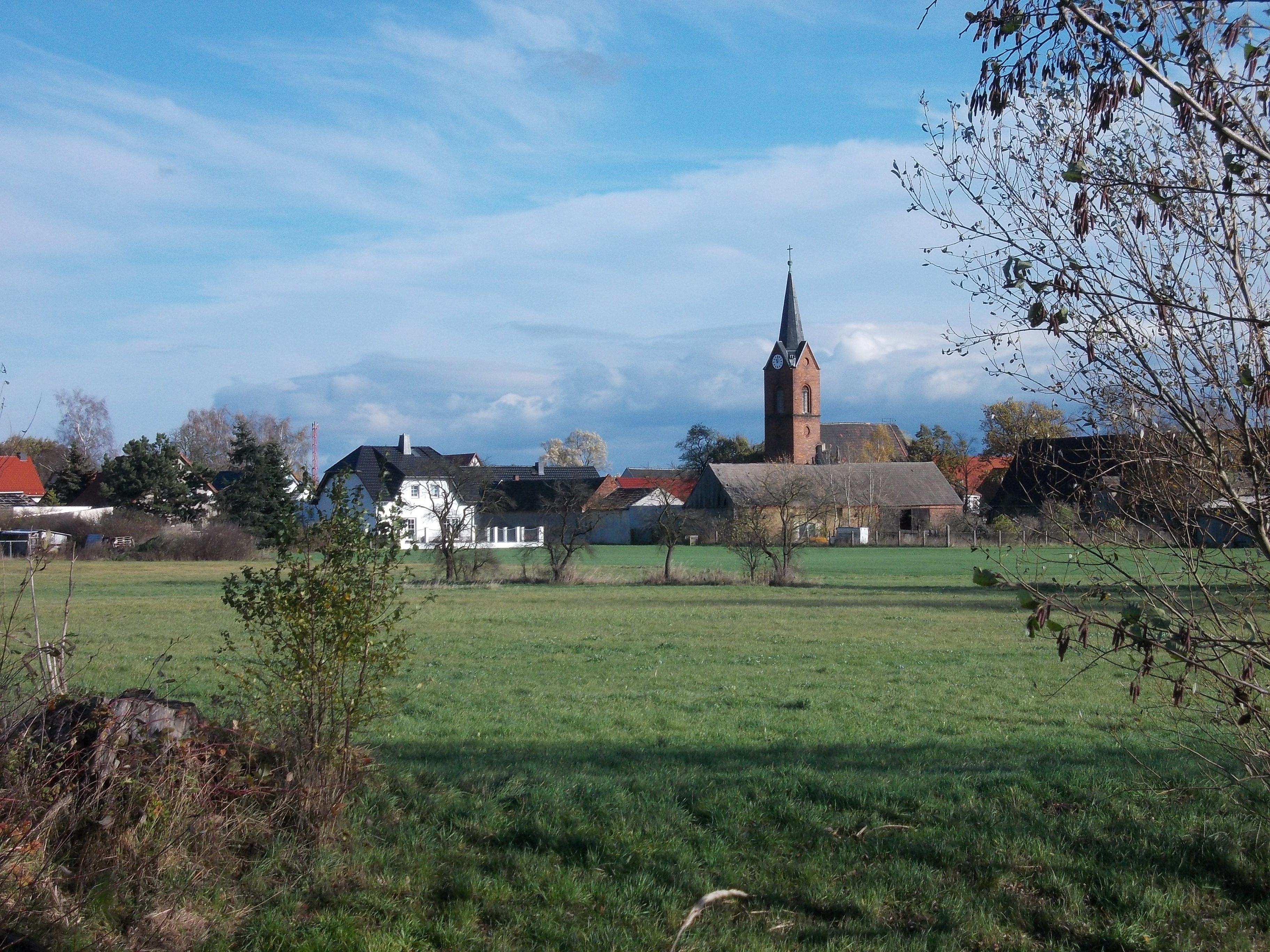
Teilansicht mit Kirche

## Geografie
Görschlitz liegt im Naturpark Dübener Heide zwischen den Städten Bad Düben und Torgau an der Bundesstraße 183. Zudem gibt es Ortsverbindungen nach Laußig und Authausen. In der Flur von Görschlitz befinden sich die Wüstungen Blumenhain und Zschtenitz. Im Süden führt der sogenannte Schwarzbach vorbei.

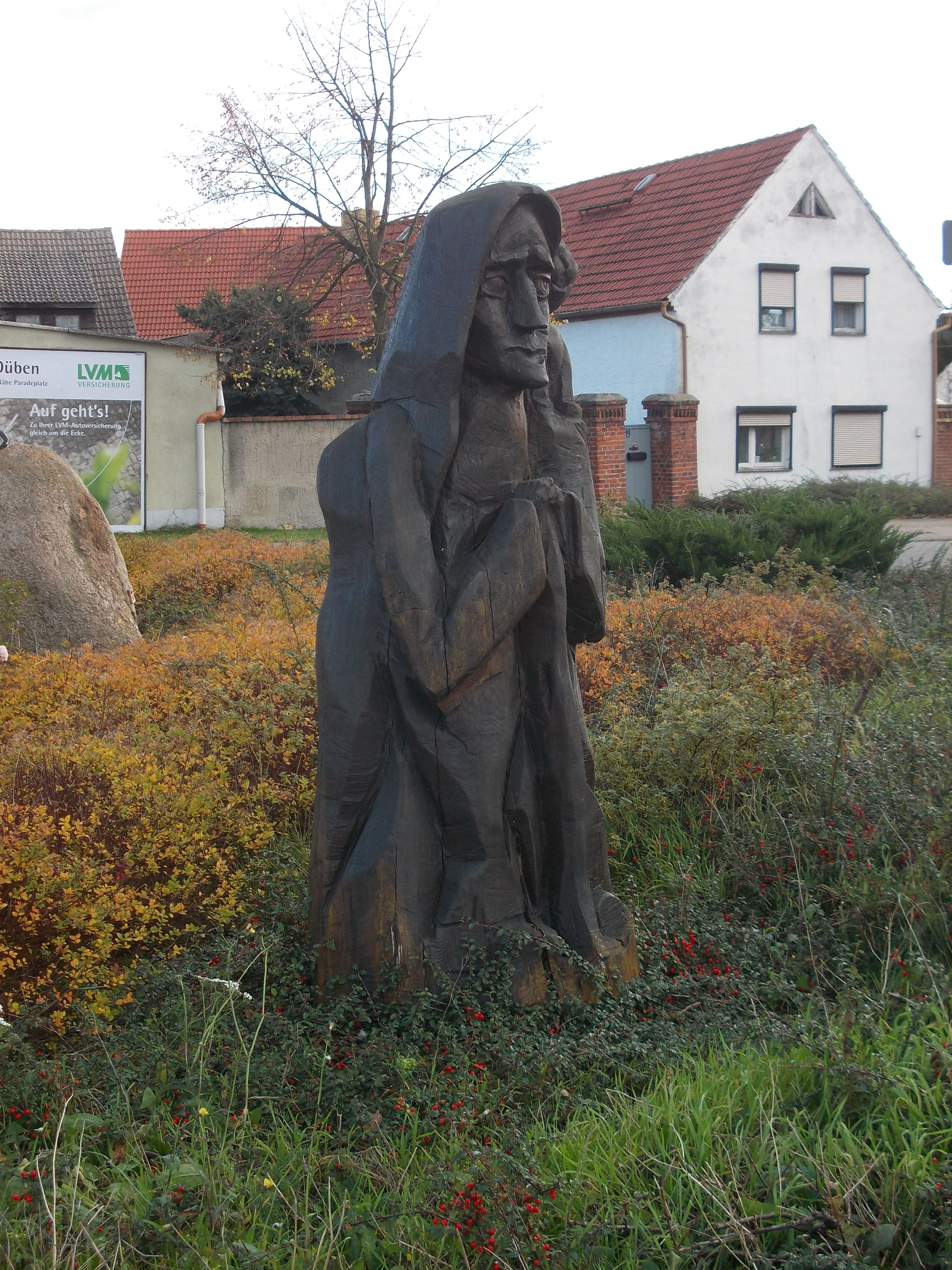
Statue am Hexenstein in Görschlitz (Gemeinde Laußig), Denkmal für die Opfer der Hexenverfolgungen

## Geschichte
Görschlitz ist von der Siedlungsform her ein Straßendorf. Das Dorf Görschlitz wird im Jahr 1464 als Gorselwittz erstmals urkundlich erwähnt. Der Name ist slawisch und bedeutet so viel wie Dorf an der Berglehne. Görschlitz war 1668 und 1669 von Hexenverfolgung betroffen. Ein Schulmeister und eine Frau gerieten in Hexenprozesse. Elisabeth, Witwe von Hans Mann, eine alte Frau, erlitt den Tod in der Haft.
Bis 1815 gehörte das als Rittergut vergebene Dorf zum kursächsischen Amt Düben. Durch die Beschlüsse des Wiener Kongresses kam es zu Preußen und wurde 1816 dem Kreis Bitterfeld im Regierungsbezirk Merseburg der Provinz Sachsen zugeteilt, zu dem es bis 1944 gehörte. Mit der 1952 vollzogenen Gebietsreform in der DDR kam der Ort zum Kreis Eilenburg, ab 1994 zum Landkreis Delitzsch. Der Ort wurde 1974 nach Pressel eingemeindet. Seit 2007 ist Görschlitz ein Ortsteil der Gemeinde Laußig.

### Einwohnerentwicklung
| Jahr | Einwohner |
| ---- | --------- |
| 1818 | 320       |
| 1895 | 326       |
| 1925 | 345       |
| 1939 | 323       |

| Jahr | Einwohner |
| ---- | --------- |
| 1946 | 449       |
| 1950 | 429       |
| 1964 | 352       |
| 2011 | 260       |

Die Einwohnerzahl Görschlitz' lag 1818 bei 320. Bis zum Ausbruch des Zweiten Weltkrieges blieb die Einwohnerzahl bis auf kleinere Schwankungen in etwa gleich. Nach Ende des Krieges stieg die Einwohnerzahl auf fast 450 Einwohner im Jahr 1946. Zur Zeit der DDR schrumpfte die Einwohnerzahl wieder. 1964 lebten knapp über 350 Menschen, im Jahr 2011 nur noch 260 Menschen in Görschlitz.

## Sehenswürdigkeiten

### Dorfkirche

#### Geschichte
Mit dem Bau der Görschlitzer Kirche wurde 1597 am damaligen Westende des Dorfes begonnen, laut Aufzeichnung des Kirchenkreises Eilenburg soll die Kirche jedoch bereits aus dem Jahr 1558 stammen. Es handelt sich hier um das älteste Bauwerk im Heidedorf. Die Glocken wurden bereits 1515 gegossen und stammen noch aus dem alten Kirchenbau vom Ostende des Dorfes. Die Baustile der Jahrhunderte sind am Kirchenbau unverkennbar. 300 Jahre später wurde an der Westseite ein Ziegelstein-Kirchturm mit Uhrwerk angebaut, nachdem der Vorgängerturm wegen Einsturzgefahr 1809 abgetragen wurde. Die heutigen Fensterformen und die Hufeisenempore wurden um 1755 im Zuge der Barockisierung dem Gebäude hinzugefügt. Der Einbau des neogotischen Eingangsportals erfolgte um 1848. Den heutigen Kirchturm aus Backstein erhielt das Gebäude um 1870.

#### Sanierung
Im Jahr 2010 begann im Rahmen des LEADER-Projekt „Regionalentwicklung Naturpark Dübener Heide“ die mit 143.000,-€ veranschlagte Kirchensanierung. Die Förderung umfasst nur die Gebäudehülle. Geplant sind die Sanierung des Dachstuhls, Neueindeckung des Daches, Verfugung des Turms, Sanierung des Eingangsportals, Fassadengestaltung und die Sanierung der Grenzmauern des Grundstücks.